# Goran Brajković
Goran Brajković (Rijeka, 18. srpnja 1978. – Matulji, 28. lipnja 2015.) bivši je hrvatski nogometni reprezentativac.
Veći dio svoje karijere proveo je u Rijeci, Kostreni i Opatiji, s kratkim periodima u Ukrajini, Sloveniji, na Islandu, u Albaniji i Grčkoj.
Brajković ima 12 nastupa i jedan pogodak za hrvatske mlade reprezentacije, a ima i dva nastupa za hrvatsku A reprezentaciju u studenom 2001. godine u dvije prijateljske utakmice na gostovanju protiv Južne Koreje (1:1 i 0:2).
Poginuo je 28. lipnja 2015. na motoru u prometnoj nesreći kod Matulja u 37. godini života.